# Danh sách đĩa đơn quán quân Hot 100 năm 1986 (Mỹ)

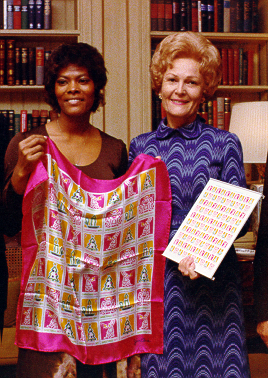
Dionne Warwick (chụp cùng Pat Nixon) tuổi 45 đoạt đĩa đơn quán quân Hot 100 lần thứ nhì với "That's What Friends Are For" đứng đầu 4 tuần liên tiếp

Dưới đây là danh sách các đĩa đơn đạt vị trí quán quân tại bảng xếp hạng Billboard Hot 100 trong năm 1986 tại Hoa Kỳ phát hành hàng tuần bởi tạp chí âm nhạc Billboard.

## Lịch sử xếp hạng
| Ngày phát hành | Bài hát                                   | Nghệ sĩ                           |
| -------------- | ----------------------------------------- | --------------------------------- |
| 4 tháng 1      | "Say You, Say Me"                         | Lionel Richie                     |
| 11 tháng 1     | "Say You, Say Me"                         | Lionel Richie                     |
| 18 tháng 1     | "That's What Friends Are For"             | Dionne and Friends                |
| 25 tháng 1     | "That's What Friends Are For"             | Dionne và những người bạn         |
| 1 tháng 2      | "That's What Friends Are For"             | Dionne và những người bạn         |
| 8 tháng 2      | "That's What Friends Are For"             | Dionne và những người bạn         |
| 15 tháng 2     | "How Will I Know"                         | Whitney Houston                   |
| 22 tháng 2     | "How Will I Know"                         | Whitney Houston                   |
| 1 tháng 3      | "Kyrie"                                   | Mr. Mister                        |
| 8 tháng 3      | "Kyrie"                                   | Mr. Mister                        |
| 15 tháng 3     | "Sara"                                    | Starship                          |
| 22 tháng 3     | "These Dreams"                            | Heart                             |
| 29 tháng 3     | "Rock Me Amadeus"                         | Falco                             |
| 5 tháng 4      | "Rock Me Amadeus"                         | Falco                             |
| 12 tháng 4     | "Rock Me Amadeus"                         | Falco                             |
| 19 tháng 4     | "Kiss"                                    | Prince và the Revolution          |
| 26 tháng 4     | "Kiss"                                    | Prince và the Revolution          |
| 3 tháng 5      | "Addicted to Love"                        | Robert Palmer                     |
| 10 tháng 5     | "West End Girls"                          | Pet Shop Boys                     |
| 17 tháng 5     | "Greatest Love of All"                    | Whitney Houston                   |
| 24 tháng 5     | "Greatest Love of All"                    | Whitney Houston                   |
| 31 tháng 5     | "Greatest Love of All"                    | Whitney Houston                   |
| 7 tháng 6      | "Live to Tell"                            | Madonna                           |
| 14 tháng 6     | "On My Own"                               | Patti LaBelle và Michael McDonald |
| 21 tháng 6     | "On My Own"                               | Patti LaBelle và Michael McDonald |
| 28 tháng 6     | "On My Own"                               | Patti LaBelle và Michael McDonald |
| 5 tháng 7      | "There'll Be Sad Songs (To Make You Cry)" | Billy Ocean                       |
| 12 tháng 7     | "Holding Back the Years"                  | Simply Red                        |
| 19 tháng 7     | "Invisible Touch"                         | Genesis                           |
| 26 tháng 7     | "Sledgehammer"                            | Peter Gabriel                     |
| 2 tháng 8      | "Glory of Love"                           | Peter Cetera                      |
| 9 tháng 8      | "Glory of Love"                           | Peter Cetera                      |
| 16 tháng 8     | "Papa Don't Preach"                       | Madonna                           |
| 23 tháng 8     | "Papa Don't Preach"                       | Madonna                           |
| 30 tháng 8     | "Higher Love"                             | Steve Winwood                     |
| 6 tháng 9      | "Venus"                                   | Bananarama                        |
| 13 tháng 9     | "Take My Breath Away"                     | Berlin                            |
| 20 tháng 9     | "Stuck with You"                          | Huey Lewis & The News             |
| 27 tháng 9     | "Stuck with You"                          | Huey Lewis & The News             |
| 4 tháng 10     | "Stuck with You"                          | Huey Lewis & The News             |
| 11 tháng 10    | "When I Think of You"                     | Janet Jackson                     |
| 18 tháng 10    | "When I Think of You"                     | Janet Jackson                     |
| 25 tháng 10    | "True Colors"                             | Cyndi Lauper                      |
| 1 tháng 11     | "True Colors"                             | Cyndi Lauper                      |
| 8 tháng 11     | "Amanda"                                  | Boston                            |
| 15 tháng 11    | "Amanda"                                  | Boston                            |
| 22 tháng 11    | "Human"                                   | Human League                      |
| 29 tháng 11    | "You Give Love a Bad Name"                | Bon Jovi                          |
| 6 tháng 12     | "The Next Time I Fall"                    | Peter Cetera with Amy Grant       |
| 6 tháng 12     | "The Way It Is"                           | Bruce Hornsby & the Range         |
| 6 tháng 12     | "Walk Like an Egyptian"                   | The Bangles                       |
| 6 tháng 12     | "Walk Like an Egyptian"                   | The Bangles                       |

## Nghệ sĩ đứng đầu
| Vị trí | Ca sĩ                     | Số tuần đứng đầu |
| ------ | ------------------------- | ---------------- |
| 1      | Whitney Houston           | 5                |
| 2      | Dionne Warwick            | 4                |
| 2      | Elton John                | 4                |
| 2      | Stevie Wonder             | 4                |
| 2      | Gladys Knight             | 4                |
| 6      | Falco                     | 3                |
| 6      | Madonna                   | 3                |
| 6      | Patti Labelle             | 3                |
| 6      | Michael McDonald          | 3                |
| 6      | Huey Lewis and the News   | 3                |
| 6      | Peter Cetera              | 3                |
| 12     | Lionel Richie             | 2                |
| 12     | Mr. Mister                | 2                |
| 12     | Prince and the Revolution | 2                |
| 12     | Janet Jackson             | 2                |
| 12     | Cyndi Lauper              | 2                |
| 12     | Boston                    | 2                |
| 12     | The Bangles               | 2                |
| 19     | Starship                  | 1                |
| 19     | Heart                     | 1                |
| 19     | Robert Palmer             | 1                |
| 19     | Pet Shop Boys             | 1                |
| 19     | Billy Ocean               | 1                |
| 19     | Simply Red                | 1                |
| 19     | Genesis                   | 1                |
| 19     | Peter Gabriel             | 1                |
| 19     | Steve Winwood             | 1                |
| 19     | Bananarama                | 1                |
| 19     | Berlin                    | 1                |
| 19     | The Human League          | 1                |
| 19     | Bon Jovi                  | 1                |
| 19     | Amy Grant                 | 1                |
| 19     | Bruce Hornsby & the Range | 1                |